# Хроника Холодной войны (1975 год)
Хронология Холодной войны
- 1943
- 1944
- 1945
- 1946
- 1947
- 1948
- 1949
- 1950
- 1951
- 1952
- 1953
- 1954
- 1955
- 1956
- 1957
- 1958
- 1959
- 1960
- 1961
- 1962
- 1963
- 1964
- 1965
- 1966
- 1967
- 1968
- 1969
- 1970
- 1971
- 1972
- 1973
- 1974
- 1975
- 1976
- 1977
- 1978
- 1979
- 1980
- 1981
- 1982
- 1983
- 1984
- 1985
- 1986
- 1987
- 1988
- 1989
- 1990
- 1991

- 3 января: В Соединённых Штатах подписан Закон о торговле 1974 года, включая поправку Джексона—Вэника.
- 13 апреля: Напряжённость между маронитскими христианами и мусульманами провоцирует гражданскую войну в Ливане.
- 18 апреля: Красные кхмеры под руководством Пол Пота захватывают власть в Камбодже. Начало камбоджийского геноцида.
- 30 апреля: Северный Вьетнам побеждает в войне во Вьетнаме. Режим Южного Вьетнама пал с капитуляцией Сайгона, два государства объединены в одну страну под коммунистическим правительством.
- 12 мая: Инцидент с «Маягуэс» — красные кхмеры захватывают американский военный корабль, побуждая американское вмешательство вернуть корабль и его команду. В итоге, команда освобождена из плена.
- Июнь: В десятую годовщину провалившегося коммунистического путча 1965 года, режим Сухарто объявляет о начале амнистии содержавшихся без суда политзаключённых коммунистов.
- 8 июня: Запущен «Венера-9», советский космический аппарат на Венеру.
- 25 июня: Португалия уходит из Анголы и Мозамбика, где установлены марксистские правительства, первое при поддержке кубинских войск. В разразившуюся гражданскую войну в Анголе, вмешиваются соседние мозамбикцы, южноафриканцы и кубинцы, а также советские военные.
- Июль: Проект испытательного проекта «Аполлон-Союз». Это первый совместный космический проект США и СССР. Миссия рассматривается как символ разрядки и конец «космической гонки».
- 5 июля: Кабо-Верде становится независимым от Португалии.
- 6 июля: Коморы становятся независимыми от Франции.
- 12 июля: Сан-Томе и Принсипи становятся независимыми от Португалии.
- 30 июля: Похищение и убийство Джеймса Хоффы — крупнейшего американского профсоюзного деятеля, способного по звонку собирать многомилионные забастовки рабочих и служащих важнейших секторов американской экономики. В 1982 году Хоффа будет официально признан погибшим, его тело так и не будет найдено, СМИ позже припишут похищение мафии.
- 1 августа: Заключительный акт Конференции по безопасности и сотрудничеству в Европе в Хельсинки, подписанный Соединёнными Штатами, Канадой, Советским Союзом и Европой.
- 9 октября: Андрею Сахарову присуждается Нобелевская премия мира. Сахарова не выпускают за границу, но другой советский нобелевский лауреат Леонид Канторович вместе с ещё пятью предыдущими советскими нобелевскими лауреатами отправляется в Стокгольм на церемонию вручения Нобелевской премии по экономике.
- 30 октября: Вспыхивает война в Западной Сахаре между Марокко, Мавританией и Фронтом Полисарио.
- Ноябрь: Начало операции «Кондор» в Южной Америке.
- 8 ноября: На корабле «Сторожевой» в Рижском заливе вспыхивает восстание против брежневского режима. На рассвете бомбардировщики ВВС и морской авиации наносят бомбовый удар по «Сторожевому» и ещё нескольким судам. Наутро следующего дня восстание подавлено, экипаж корабля расформирован.
- 20 ноября: Смерть Франциско Франко, последнего фашистского диктатора.
- 25 ноября: Суринам официально получает независимость от Нидерландов.
- 28 ноября: После краткосрочной гражданской войны Восточный Тимор объявляет о своей независимости.
- 29 ноября: Патет Лао берёт власть в Лаосе.
- 7 декабря: Начинается операция «Лотос», индонезийские войска вторгаются в Восточный Тимор. Накануне президент США Джеральд Форд одобрил вторжение на встрече с президентом Индонезии Сухарто в Джакарте. Начинается 25-летняя оккупация Восточного Тимора.